# 富山県道140号婦中平岡線
富山県道140号婦中平岡線（とやまけんどう140ごう ふちゅうひらおかせん）は富山県富山市内を通る一般県道である。

## 概要

### 路線データ
- 起点：富山県富山市婦中町速星（富山県道201号速星停車場線交点）
- 終点：富山県富山市平岡（富山県道31号小杉婦中線・富山県道68号富山外郭環状線交点）
- 実延長：3,681m

## 沿革
- 2003年（平成15年）4月1日 - 認定

## 地理

### 通過する自治体
- 富山県富山市

### 接続する道路
- 富山県道201号速星停車場線（起点：役場前交差点）
- 富山県道68号富山外郭環状線（笹倉1区交差点）
- 富山県道59号富山庄川線（富山市婦中町下条）
- 富山県道68号富山外郭環状線（富山市境野新 - 富山市平岡（終点）で重複）
- 富山県道41号新湊平岡線（富山市平岡）（「富山県道68号富山外郭環状線」との重複区間内）
- 富山県道31号小杉婦中線（終点：富山市平岡）

### 主要橋梁
- 落合橋

### 周辺
- 北陸自動車道 富山西インターチェンジ
- JR高山本線 速星駅
- 富山市 婦中総合行政センター
- 富山県立富山西高等学校
- 富山市立速星小学校
- 婦中郵便局
- 日産化学 富山工場
- 婦中ショッピングセンター パピ
- 井田川